# 凯姆·吉甘特
凯姆·乔斯林·吉甘特（Cam Joslin Gigandet，/dʒiːɡɑːnˈdeɪ/;；1982年8月16日—）是一位美国籍演员，由于出演福克斯电视剧《橘郡风云》中的Kevin Volchok和电影《地下拳擊社》中的Ryan McCarthy而成名。2008年，吉甘特在根据史蒂芬妮·梅爾的小说改编的电影《暮光之城：無懼的愛》中饰演詹姆斯一角。

## 个人生活
吉甘特出生在华盛顿州塔科马市。2001年吉甘特从华盛顿州澳本市当地的澳本高中毕业后，前往加州的圣莫尼卡社区大学学习表演。
吉甘特喜欢篮球、高尔夫球、滑雪、冲浪。他也练习由以色列军队创制的自卫术Krav Maga—以色列军用格斗术。
吉甘特的女友多米尼克·吉森多夫在2009年4月14日为他生下女儿艾福蕾·蕾·吉甘特。

## 事业
2003年，吉甘特在《CSI犯罪現場》第四季中出演马克·杨。他也参演了电视剧《The Young and the Restless》、《兩兄弟》和《橘郡风云》。
他参演了2004年的电影《Mistaken》，2007年的《誰是你的球僮》，以及2008年的《地下拳擊社》和《暮光之城：無懼的愛》。吉甘特也参演了一些新电影，包括2009年电影《生靈物進》和《Making Change》。
2008年，吉甘特获得了若干奖项，包括第10届好莱坞年度新星奖中的「最受瞩目」奖项。他也和肖恩·法李斯一起因在电影《地下拳擊社》的出色表演荣获了MTV电影奖「最佳打斗」奖项。他最新获取的奖项是由“家庭娱乐”颁发的“年度新星”奖。2009年，他因在电影《暮光之城：無懼的愛》中的表演再度获得了MTV电影奖「最佳打斗」奖项。
吉甘特和克里斯蒂娜·阿奎莱拉、雪儿一起出演了阿奎莱拉的第一部电影《舞孃俱樂部》、该片已於2009年11月开拍。

## 作品
| 电影      | 电影                           | 电影                  | 电影                                          |
| 年份      | 作品                           | 饰演角色              | 备注                                          |
| --------- | ------------------------------ | --------------------- | --------------------------------------------- |
| 2004      | 《Mistaken》                   | Joe                   |                                               |
| 2007      | 《誰是你的球僮》               | Mick                  |                                               |
| 2008      | 《地下拳擊社》                 | Ryan McCarthy         | MTV电影奖最佳打斗奖 (与肖恩·法李斯一同获得)   |
| 2008      | 《美國鄉巴佬》                 | Kip Adams             |                                               |
| 2008      | 《暮光之城：無懼的愛》         | James                 | MTV电影奖最佳打斗奖 (与罗伯特·派汀森一同获得) |
| 2009      | 《生靈物進》                   | Mark Hardigan         |                                               |
| 2009      | 《顫慄異次元》                 | Gallo                 |                                               |
| 2009      | 《Five Star Day》              | Jake Gibson           |                                               |
| 2010      | 《叛獄風雲》                   | Chase                 |                                               |
| 2010      | 《》                           | Micah                 |                                               |
| 2010      | 《共室非友》                   | Stephen               |                                               |
| 2010      | 《獵魔教士》                   | Hicks                 |                                               |
| 2010      | 《舞孃俱樂部》                 | Jack                  |                                               |
| 2011      | 《非法入侵》                   | Jonah                 |                                               |
| 2012      | 《海豹六隊：突襲奧薩馬本拉登》 | Stunner               |                                               |
| 2014      | In the blood                   | Derek Grant           |                                               |
| 电视      |                                |                       |                                               |
| 年份      | 作品                           | 角色                  | 备注                                          |
| 2003      | 《CSI犯罪現場》                | Mark Young            | 参演第四季第四集"Feeling the Heat"            |
| 2004      | 《The Young and the Restless》 | Daniel Romalotti, Jr. | 参演全季                                      |
| 2005      | 《兩兄弟》                     | Randy Bongard         | 参演5集                                       |
| 2005-2006 | 《橘郡风云》                   | Kevin Volchok         | 参演15集                                      |